# 5714 Krasinsky
5714 Krasinsky eller 1982 PR är en asteroid i huvudbältet som upptäcktes den 14 augusti 1982 av den rysk-sovjetiske astronomen Nikolaj Tjernych vid Krims astrofysiska observatorium på Krim. Den har fått sitt namn efter den sovjetiske och ryske astronomen Georgij Krasinskij (1939–2011).
Asteroiden har en diameter på ungefär nitton kilometer och den tillhör asteroidgruppen Themis.